# Nixelpixel
Ни́ка (Верани́ка) Серге́евна Во́двуд (род. 20 октября 1993, Протвино, Московская область), более известная как nixelpixel (Ни́ксель-Пи́ксель), — российская интерсекциональная феминистка и киберактивистка, ведущая свой видеоблог на видеохостинге YouTube.

## Биография
Вераника Водвуд родилась 20 октября 1993 года в городе Протвино Московской области. Родители — инженеры-конструкторы, работники компании Mars. В 1999 году родители отправились в командировку в Великобританию, и Вераника переехала вместе с ними в пригород Лондона, где жила 2 года. Вернувшись в Россию, Водвуд поступила в школу в Ступино.
В 2011—2015 годах училась на социологическом факультете Высшей школы экономики, тема выпускной работы в бакалавриате — «Взаимоотношения заказчиков и производителей на рынке веб-сайтов».
Работала помощницей креативного директора в рекламном агентстве, но ушла оттуда, по её заявлению, из-за нетерпимой обстановки в коллективе. C 2011 года занималась иллюстрированием. После ухода из рекламного агентства занималась им удалённо как основной деятельностью.
Свой канал на YouTube завела осенью 2011 года. В середине лета 2017 года уволилась из рекламного агентства, где занималась копирайтингом, и начала зарабатывать на своём видеоблоге через Patreon и рекламу на YouTube.
В мае 2021 года вышла замуж. В августе того же года объявила о переезде в Вену вслед за мужем, поступившим в магистратуру Центрально-Европейского университета.
10 марта 2023 года Министерством юстиции России внесена в список физических лиц «иностранных агентов».

## Активизм
В 2013 году Водвуд увлеклась феминизмом после знакомства с блогом Жени Белых (Анастасии Давыдовой-Льюис), создательницы феминистского сообщества «Сила киски» ВКонтакте, хотя изначально иронически относилась к теме феминизма.
Зимой 2016 года Водвуд выложила в свой видеоблог nixelpixel на YouTube серию из 5 видео, в которых она рассказывала об основах феминизма. Эти видео привлекли внимание русскоязычной аудитории YouTube, набрав порядка полумиллиона просмотров каждое. Так, из видео в этой серии об обратном сексизме, выпущенном в январе 2016 года, появился мем о «стрелочке, которая не поворачивается». Впоследствии Водвуд согласилась с тем, что данное её выступление было неудачным, плохо объясняющим или вообще не объясняющим тему обратного сексизма.
В 2016—2017 годах были выпущены наиболее успешные видео Водвуд: ролик про абьюзивные отношения собрал 1 миллион просмотров, про менструальные чаши — 2 миллиона, про женскую мастурбацию — 4 миллиона. Также в это время Водвуд выпустила авторский сборник комиксов про Пёсю, доброго пса, и проиллюстрировала пособие Татьяны Никоновой о сексе для подростков.
По мере роста просмотров у видео в её блоге стали появляться оскорбительные комментарии, и вскоре Водвуд стала жертвой интернет-травли, организованной на имиджборде «Двач». Также она стала участницей конфликта с белорусским блогером Андреем Сикорским, известным под ником «Гендерфлюидный вертосексуал». Сикорский выпустил несколько видеороликов в своём блоге, где активно критиковал и высмеивал видео и творчество Водвуд. Как пишет журналистка Нина Абросимова, также он «регулярно переходил на личные оскорбления» в адрес Водвуд. Кроме того, у Водвуд был конфликт с ресурсом The Question, на котором, как она пишет, осуществлялась её травля.
Летом 2017 года у отца Водвуд была диагностирована злокачественная опухоль мозга, из-за чего он вскоре умер. Осенью 2018 года Водвуд заявила, что чувствует эмоциональное выгорание от занятия фемактивизмом, и вскоре сократила активность публикаций роликов в своём видеоблоге. В этот же период Водвуд грубо прокомментировала просьбу дать совет от своей подписчицы, что вызвало массовую негативную реакцию и критику в сторону Водвуд.
В 2019 году выпустила несколько видео про феминизм, но 5 сентября заявила, что прекращает заниматься активизмом. Однако затем изменила своё решение и продолжила выпускать видео на канале. Весной 2020 года была приглашена в Нью-Йорк с выступлением на 64-ю сессию Комитета ООН по правам женщин. Однако в связи с пандемией COVID-19 программа сессии была сокращена до формального заседания с участием постоянных представительств стран-участниц, из-за чего Водвуд не смогла выступить.

## Оценки деятельности
Издание «Meduza» посвятило Нике Водвуд большой материал, в котором утверждалось, что Водвуд — самая известная феминистка России. Однако материал вызвал негативную оценку и критику как у самой Водвуд, так и среди других киберактивистов и журналистов.
По мнению журнала Forbes, Ника Водвуд — самая известная киберактивистка России. Ника Водвуд была номинирована в рейтинг 30 самых перспективных россиян моложе 30 лет по версии журнала Forbes, по итогам пользовательского голосования заняла первое место в номинации «Социальные практики», однако в итоговый рейтинг не попала.
Как пишет The New York Times, Водвуд «говорит прямо на камеру о таких темах, как её сексуальная жизнь, борьба с домашним насилием, мастурбация и отказ от бритья ног».
Публичная деятельность Водвуд подвергалась критике[какой?], в том числе в феминистской среде.